# Anomalon canadense
Anomalon canadense là một loài tò vò trong họ Ichneumonidae.